# Offensive de la route nationale 8
Guerre civile de 2021-2023 en Birmanie
Batailles
- Conflit armé birman
- Coup d'État de 2021 en Birmanie
- Manifestations de 2021-2022 en Birmanie
  - Mort de Mya Thwe Thwe Khine (en)
  - Mort de Kyal Sin (en)

Théâtres :
- Chin (en)
- Zone sèche (en)
- État de Rakhine (en)

Violences et affrontements précoces :
- Tentative d'assassinat de Bai Yingneng (en)
- Hlaingthaya
- Alaw Bum
- Kalay
- Thapyayaye
- Taze (en)
- Pégou
- Naungmon (en)
- Thaw Le Hta
- Mindat (en)
- Muse (en)
- Mandalay (en)
- Myin Thar (en)
- Myawaddy (en)
- Tabayin (en)
- 1re Demoso
- 1re Loikaw (en)

Campagne de 2021-2022 :
- Kachinthay (en)
- Lay Kay Kaw (en)
- Hnan Khar (en)
- Mo So
- Chindwin (en)
- 2e Demoso (en)
- 2e Loikaw (en)
- Thantlang
- Mon Taing Pin (en)
- Pekon (en)
- Let Yet Kone
- Khin-U (en)
- Assassinat de Ohn Thwin
- Kawkareik
- Meurtre de Saw Tun Moe (en)
- Hpakant
- Ti Bwar

Campagne de 2023-2024 :
- Tar Taing
- Pazigyi
- Pinlaung (en)
- Mese (en)
- Shwe Kokko
- Kanaung
- Laiza
- Taungthaman (en)
- 1027
  - Chinshwehaw (en)
  - Namhsan (en)
  - Laukkai
  - Kaladan
  - Lashio
- 3e Loikaw (en)
  - 1107
- Kyindwe (en)
- Kachin (en)
  - Bhamo (en)
- Myawaddy
- Rakhine
  - Buthidaung (en)
  - Byian Phyu
  - Ann
- Confrérie Chin (en)
- Assassinat d'Ashin Munindabhivamsa (en)
- Budalin
- Myingyan (en)
- Bhamo (en)
- Ngape (en)

L'offensive de la route nationale 8 est une offensive du Conseil administratif d'État visant à reprendre la route nationale 8 (en) aux forces de résistance en juin 2024, pendant la guerre civile birmane. Les forces de résistance réussissent à s'emparer de sections clés de la route en mars 2024, contrôlant plus de 60% de l'autoroute, installant des points de contrôle et tendant des embuscades aux troupes de la junte. Cette route est vitale pour les opérations de la junte dans le sud de la Birmanie, car c'est la seule route reliant la région de Tanintharyi au reste du pays. La junte utilise des troupes au sol, des frappes aériennes et des bombes depuis ses bases navales pour frapper la coalition des forces de résistance, composée de groupes affiliés au gouvernement d'unité nationale (NUG) dont la Colonne Dawna et le Parti des travailleurs de Tanintharyi, de groupes indépendants post-coup d'État dont les Forces révolutionnaires de l'État Môn, de groupes plus anciens dont l'Union nationale karen et le Front démocratique des étudiants birmans (en), et même d'une équipe de drones nommée Force aérienne Ye.

## Contexte
La route nationale 8 est la plus importante du sud-est de la Birmanie. Elle relie Payagyi (en) à Myeik, reliant Bago à Myeik. Elle rejoint la route nationale 1 (en) à Payagyi (au nord de Bago). À Thaton, elle rejoint la route nationale 85. Elle continue ensuite vers le sud et se termine sur la côte à Myeik.

## Prélude
En juin 2023, les forces de résistance contrôlent déjà certaines parties de l'autoroute, installant des points de contrôle et contrôlant les véhicules. Le 10 juin 2023, la 6e brigade de l'Armée Karen de libération nationale (ALNK) a publié une déclaration comportant quatre points clés. L'un d'eux s'adresse spécifiquement aux conducteurs de véhicules circulant sur l'autoroute n°8, leur conseillant de s'abstenir de transporter des soldats du Conseil militaire ou leurs effets personnels. L'ALNK déclare que cet ordre a été émis en réponse au fait que les soldats du Conseil militaire utilisent la population comme bouclier lors de leurs déplacements et pour renforcer leurs propres forces.

### Combats précédents
En mars 2024, des groupes de résistance prennent le contrôle de 60% de l'autoroute reliant les villes de Ye et de Dawei. Parmi eux figurent l'Armée Karen de libération nationale, le Front démocratique des étudiants birmans, et d'autres groupes de résistance locaux d'ethnie môns. Les forces du régime reprennent l'avant-poste de Pedak, situé sur l'autoroute reliant les villes de Dawei et de Myeik, au cours de la troisième semaine de mai 2024. Cet avant-poste est stratégiquement important pour le commerce et les opérations militaires.

## Offensive
Le 7 juin 2024, la Tatmadaw lance une offensive pour reprendre la route nationale 8, la seule route goudronnée reliant la région de Tanintharyi, dans le sud de la Birmanie, au reste du pays. Le régime utilise au moins 600 soldats pour tenter de reprendre la section de la route nationale 8. De violents affrontements éclatent pour le contrôle de la route, la junte utilisant sa marine et ses forces aériennes pour soutenir ses troupes au sol. Le bataillon 2 de la colonne Dawna déclare qu'entre le 7 et le 11 juin, le régime reprend le contrôle des villages de Thar Yar Mon et New Rar Hpu. Dans les deux cas, les troupes au sol occupent les villages après qu'ils soient bombardés par l'artillerie de sa base navale. La Force révolutionnaire de l'État Mon (MSRF) déclare que les troupes du régime sont contraintes d'utiliser le transport par voie d'eau car la résistance contrôle la route. Les forces de résistance déclarent que l'armée du régime a subi des pertes lors d'affrontements avec les troupes de résistance sur l'autoroute près des villages de Yarpuu Ywathit et Tharyar Mon dans le canton de Yebyu (en), dans la région de Tanintharyi, les 10 et 12 juin.
Le régime envoie des renforts du bataillon d'infanterie légère 406 sur la colline de Ma Hlwe, qui surplombe l'autoroute à la frontière entre l'État Môn et la région de Tanintharyi. Il envoie également des renforts par voie maritime à la ville de Kalein Aung et y renforce la sécurité, selon les habitants. Les bataillons d'infanterie légère 408, 409 et 410 sont basés dans la ville située dans le canton de Yebyu, dans la région de Tanintharyi.

## Conséquences
Après l'offensive, il semble que la junte ait réussi à reprendre une partie du canton, puisque le 14 octobre 2024, ses troupes attaquent le village de Kye, dans le canton de Palaw (en). Un membre des Forces de défense du peuple déclare qu'environ 300 soldats de la junte utilisent la route nationale 8 et les voies navigables pour attaquer les villages du canton. Plus de 3 000 habitants d'au moins sept villages sont déplacés par les combats.